# Heiligtum der Isis und Mater Magna (Mainz)

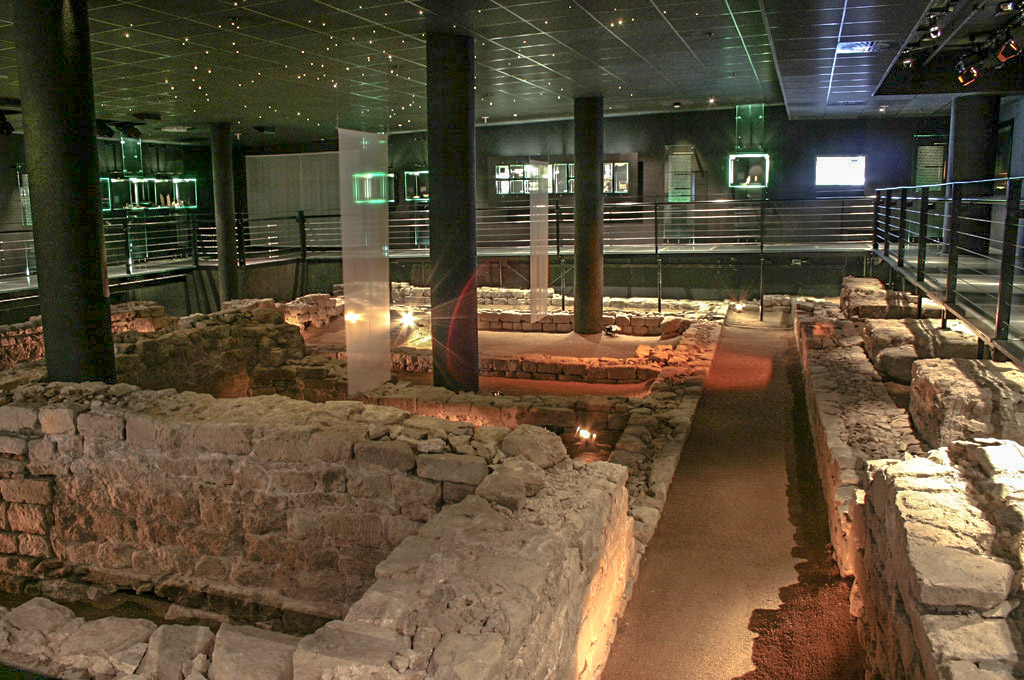
Das Heiligtum in der Taberna archaeologica, Mainz

Das Heiligtum der Isis und Mater Magna entstand im römischen Mogontiacum im 1. Jahrhundert und bestand bis in das 3. Jahrhundert. Bei Bauarbeiten zur Einkaufsgalerie „Römerpassage“ in der Mainzer Innenstadt wurden seine baulichen Überreste Ende 1999 entdeckt und freigelegt.
Weihe-Inschriften belegen die Verbindung des flavischen Kaiserhauses mit der Errichtung des Heiligtums und lassen einen möglichen Zusammenhang zwischen der Stiftung des Heiligtums und einem politisch brisanten Anlass für die Weihung vermuten. Die baulichen Überreste, ausgewählte Funde und eine multimediale Rahmenpräsentation sind in Form eines kleinen Museums im Untergeschoss der Römerpassage zu besichtigen.

## Geschichtlicher Hintergrund

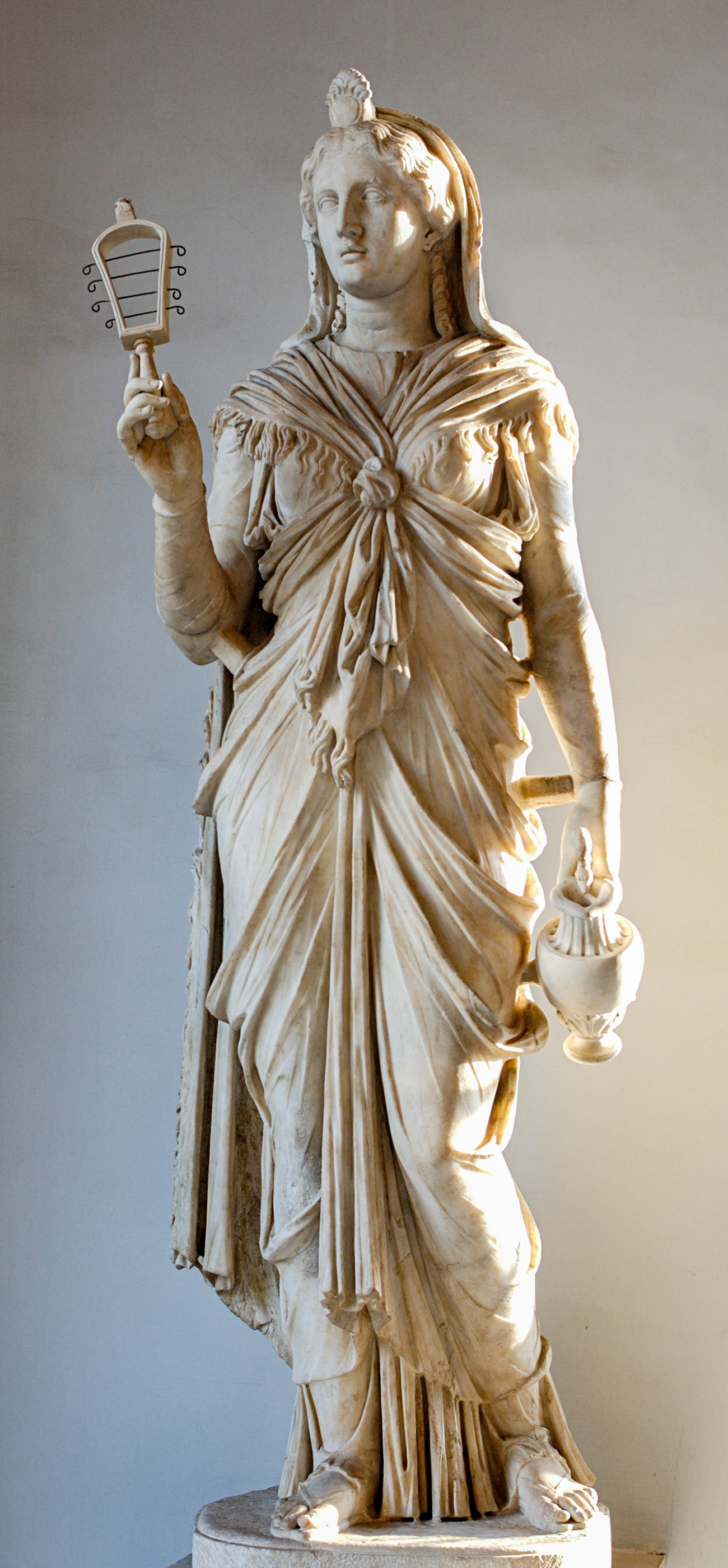
Marmorne Isisstatue, 1. Hälfte 2. Jahrhundert (Villa Hadriana bei Tivoli)

Im Jahr 13/12 v. Chr. begann mit dem Bau eines Legionslagers auf dem Mainzer Kästrich, einer Erhebung oberhalb des Rheintals, die fast 500 Jahre dauernde römische Geschichte von Mainz. Die sich schnell entwickelnden Canabae, der zivile Vicus in Richtung Rhein sowie die öffentlichen Bauten der späteren Provinzhauptstadt, wie Thermen, Theater, Verwaltungsgebäude und Tempel, folgten schnell, vor allem unter dem flavischen Kaiserhaus. In dieser Zeit wurde auch die Tempelanlage für Isis und Magna Mater errichtet.
Im Heiligtum in Mogontiacum wurden laut den gefundenen Inschriften sowohl Isis – hier mit den Zusätzen Panthea (‚Allgöttin‘) und Regina (‚Königin‘) versehen – als auch die Muttergottheit Magna Mater verehrt. Beide Göttinnen wurden höchstwahrscheinlich im Rahmen der Ausweitung des römischen Imperiums von den römischen Truppen in Mainz eingeführt, die ihre Religion mitbrachten. Der Kult der Isis stammt ursprünglich aus Ägypten, die Gottheit Mater Magna geht zumindest bis auf die kleinasiatische Göttin Kybele zurück (siehe Isis- und Osiriskult und Kybele- und Attiskult). Beide Kulte hatten im römischen Reich bereits eine längere Tradition: Kybele/Mater Magna wurde seit dem Ende des 3. Jahrhunderts v. Chr. in Rom verehrt. Isis war bereits seit langem im ägyptischen Pharaonenreich Bestandteil des Pantheons. Über die Ptolemäer und den hellenistischen Kulturkreis kam auch die römische Welt in Kontakt mit dem Isis-Kult. In der römischen Republik und zu Beginn der Kaiserzeit bis zu Tiberius teilweise verboten, etablierte sich der Isis-Kult endgültig unter Kaiser Caligula. In der neuen Provinz Germania superior mit seiner Provinzhauptstadt Mogontiacum waren diese Kulte hingegen neu.

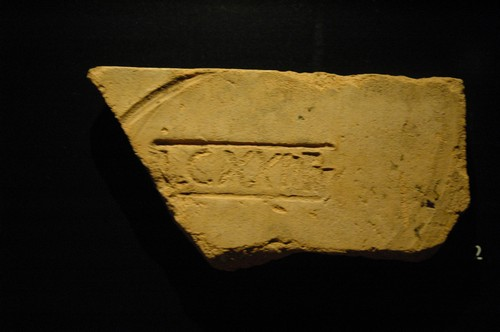
Ziegel mit Stempel der Legio XXII Primigenia aus dem Heiligtum

Seitdem der Gründer des flavischen Kaiserhauses, Kaiser Vespasian, in Alexandria von der ägyptischen Gottheit Serapis seine Bestimmung zur Herrschaft erhalten hatte, hatten die Flavier einen engen Bezug zu orientalischen Kulten. Die ägyptische Göttin Isis war dabei eine Repräsentantin des Kaiserkultes, vergleichbar der Position der Venus im julischen Kaiserhaus. Vor Ort gefundene Ziegel mit militärischen Ziegelstempeln lassen in diesem Kontext auf ein im staatlichen Auftrag errichtetes Gebäude zur vom Kaiser geförderten Kultausübung schließen.
Das Heiligtum wurde in den nächsten 200 Jahren mehrfach grundlegend umgebaut und befand sich nach dem Bau der ersten Stadtmauer um 250 auch innerhalb des geschützten Stadtgebietes. Gegen Ende des 3. Jahrhunderts n. Chr., eventuell sogar später, wurde der Kult der Isis und Mater Magna in Mainz nicht mehr praktiziert. Das Heiligtum wurde aufgegeben und der Gebäudekomplex verfiel. Konkrete Gründe für die Einstellung des Kultbetriebs sind nicht bekannt. Datierbare Funde liegen vor allem aus dem 1. und 2. Jahrhundert vor und belegen die rege Nutzung des Heiligtums in diesem Zeitraum. Eventuell kann die weitere Aufarbeitung des umfangreichen Fundmaterials eine präzisere Datierung der Nutzungsdauer des Heiligtums ermöglichen.
Wahrscheinlich lag das Gelände aufgrund der Randlage im frühmittelalterlichen Mainz längere Zeit brach. Beginnend mit der Errichtung des Klosters der Armen Klarissen nach 1330 und dem zeitlich ähnlich einzuordnenden Bau des Wamboldter Hofs wurde im Mittelalter das Gelände mit Klosteranlagen und Patrizierhöfen überbaut.

## Wiederentdeckung, Ausgrabung und Rettung

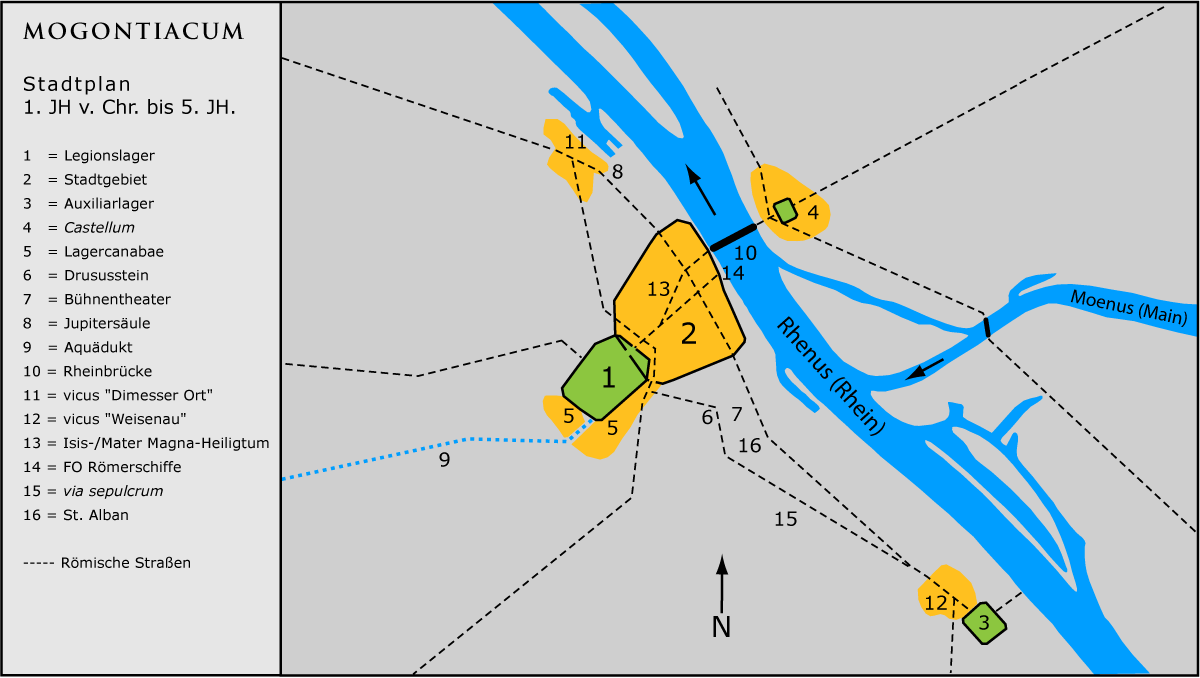
Lage des Isis-/Mater Magna-Heiligtums in Mogontiacum

1999 sollte eines der letzten innerstädtischen Areale mit Bebauung aus den 1950er Jahren städtebaulich aufgewertet werden. Um eine Einkaufspassage zu errichten, wurde die vorhandene Bebauung abgerissen und für die Fundamente eine entsprechend große Baugrube ausgehoben. Das Bauprojekt wurde vom Landesamt für Denkmalpflege Rheinland-Pfalz, Amt Mainz, begleitet. Da in diesem Areal die Römerstraße vom Legionslager in Richtung Rheinbrücke verlief (Teile davon wurden bei den Ausgrabungen freigelegt), rechneten die beteiligten Archäologen mit einer typischen Streifenhausbebauung und kleineren Werkstätten aus der Römerzeit.
In fünf Metern Tiefe stieß man Ende 1999 unerwartet auf zwei archäologisch wichtige Befunde: Die Reste eines Heiligtums aus römischer Zeit sowie einen darunter liegenden, rund 700 Jahre älteren Bestattungsplatz der Hallstattzeit. Bei den sich anschließenden archäologischen Grabungen wurden sowohl der Gebäudekomplex des Heiligtums wie auch ein Frauengrab des hallstattzeitlichen Begräbnisplatzes, datiert auf 680–650 v. Chr., dokumentiert. Die Ausgrabungen dauerten rund 17 Monate und endeten Anfang 2001. Zur weiteren archäobotanischen und archäozoologischen Auswertung wurden dem Ausgrabungsareal 15 Tonnen Erdreich entnommen, zusätzlich zu 49 m³ weiteren geborgenen Fundmaterials.
Zunächst war vorgesehen, die baulichen Überreste nach der archäologischen Dokumentation zu entfernen und mit den Bauarbeiten zur Einkaufspassage fortzufahren. Ein ähnliches Schicksal erlitt bereits das in den 1970er Jahren entdeckte, ebenfalls aus dem 1. Jahrhundert stammende Mithräum am Ballplatz, das – unzulänglich dokumentiert – bei den Bauarbeiten unwiederbringlich zerstört wurde. In der Mainzer Bevölkerung formierte sich Widerstand gegen diese Pläne und eine neu gegründete Bürgerinitiative, die Initiative Römisches Mainz e. V., sammelte innerhalb kurzer Zeit mehrere 10.000 Unterschriften für den Erhalt des Heiligtums.
Erreicht wurde dadurch eine dauerhafte Konservierung des Heiligtums und dessen Einbeziehung in die neu gebaute Einkaufspassage.
Wegen eines geplanten Tiefgaragenbaues an dieser Stelle mussten allerdings die Funde transloziert werden. Die baulichen Überreste des Heiligtums wurden in einem aufwändigen Verfahren zerlegt und mehrere Meter versetzt. Die dabei entstandenen Kosten von 3,43 Millionen Euro teilten sich die Stadt Mainz und das Land Rheinland-Pfalz. Seit der feierlichen Eröffnung am 30. August 2003 – zu dem Fest kamen schätzungsweise 25.000 Besucher in die Mainzer Innenstadt – kann das Heiligtum der Isis und Mater Magna in der so genannten Taberna archaeologica im Kellergeschoss der Römerpassage Mainz besichtigt werden.

## Das antike Heiligtum

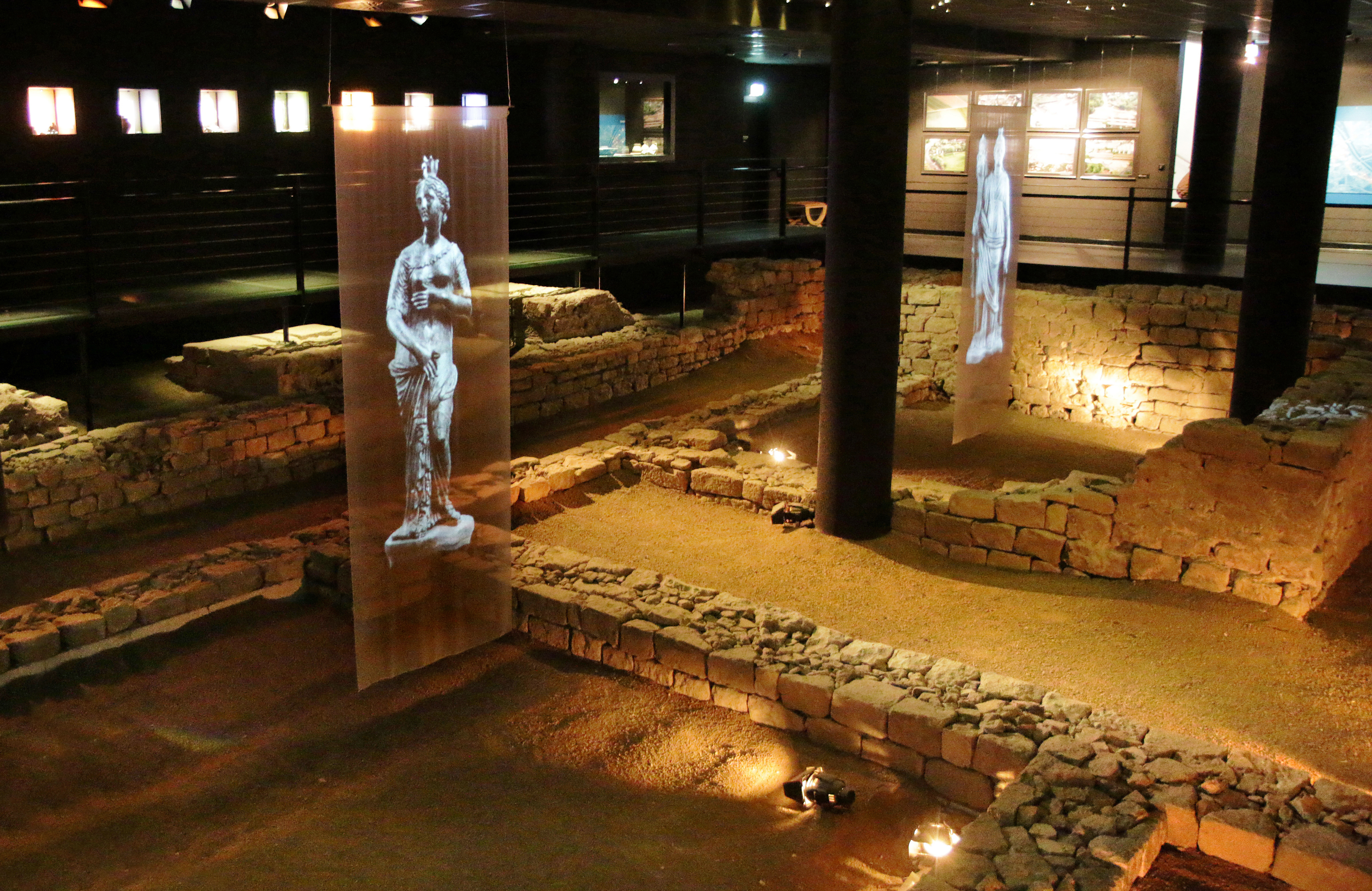
Bauliche Überreste des Heiligtums (Taberna archaeologica, Mainz)

Bei dem Heiligtum handelte es sich nicht um einen Tempel nach griechisch-römischer Bauweise. Eine Säulenhalle fehlt ebenso wie der bei diesem Typ übliche rechteckige Grundriss und der zentrale große Innenraum. Stattdessen handelte sich um einen Sakralbezirk mit Umfassungsmauer und verschiedenartigen Bauwerken mit teils kleinteiligem Grundriss der Räumlichkeiten. Über rund 200 Jahre wurde der Bezirk mehrfach, teils grundlegend, umgebaut. Das Heiligtum entstand im letzten Drittel des 1. Jahrhunderts n. Chr. auf bis dahin unbebautem Gelände entlang der Hauptstraße vom Legionslager auf dem Kästrich Richtung Rheinbrücke. Auf dem Gelände waren zu dieser Zeit noch die Erdaufschüttungen der Hallstattgräber zu sehen. Den Erbauern galt es deshalb wahrscheinlich als „Heiliger Bezirk“ und das Heiligtum wurde bewusst an dieser Stelle angelegt. Auch ein sorgfältig gemauerter Schacht, der absichtlich in die Mitte der Grabanlage unter dem Heiligtum geführt wurde, zeugt davon.
Von einer Hauptstraße führte ein Seitenweg zum Heiligtum. Im Umfeld befanden sich eine Latrine sowie einfache Fachwerkbauten. Diese waren mit Herden und Brunnen ausgestattet, die auf eine Verwendung als Versammlungs- und Kulträume schließen lassen. Zur ersten Anlage gehörten noch zwei kleinere Rechtecktempel. Spätere Umbauten datieren in das 2. Jahrhundert und vergrößerten das Heiligtum auf eine ca. 16 × 16 m große Fläche. Zwei gleich große Innenräume wurden von weiteren, kleineren Räumen umgeben. In der Mittelachse gab es eine zentrale Brunnenstube (im Plan rechts außen liegend), die wahrscheinlich im Kultbetrieb eine Rolle spielte. Von der Mittelachse zur Brunnenstube konnte auch die einzige Türöffnung im ansonsten tief ausgerissenen Mauerwerk nachgewiesen werden. Eventuell diente die Brunnenstube als Quelle für das im Kultbetrieb benötigte „Heilige Nilwasser“. Im Gebäudekomplex, gegenüber den Haupträumen, wurden drei massiv gemauerte Steinsockel gefunden. Wahrscheinlich dienten sie als Altäre. Im zum Heiligtum gehörenden Innenhofbereich fanden sich zudem zahlreiche Feuerstellen mit verbranntem Opfergut und Depotgruben.

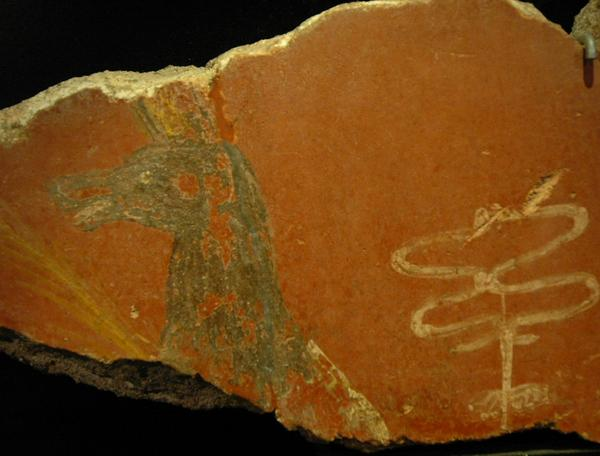
Wandmalereifragment mit Anubis und dem Heroldsstab aus dem Heiligtum

Bei den Bauten handelte es sich durchweg um Fachwerkbauten mit steingemauerten Sockelzonen. Die Wände aus Flechtwerk wurden allerdings durch aufgetragenen Verputz und dessen Bemalung aufgewertet. Bei den Ausgrabungen fanden sich Hunderte von bunt bemalten Putz- sowie Stuckfragmenten. Ein größeres Wandfragment zeigt auf rotem Untergrund Teile der Abbildung des Anubis mit Heroldstab und Palme, wie in der antiken Literatur bei Apuleius beschrieben. An den Sockelmauern wurden zudem Reste von weiß getünchten Stuckfragmenten in situ aufgefunden. Der Boden des Heiligtums bestand offenbar lediglich aus Stampflehm, da bei den Grabungen keinerlei Estrichreste gefunden wurden. Eingedeckt waren die Gebäude mit Dachziegeln und Holzschindeln. Bei den aufgefundenen Ziegeln überraschte die hohe Anzahl von militärischen Stempeln, so beispielsweise der „Mainzer Hauslegion“ Legio XXII Primigenia, der Legio I Adiutrix oder der Legio IIII Macedonica. Interdisziplinäre Forschung ermöglichte die Lokalisierung von römischer Baukeramik mit Ziegelstempeln für die Herstellungsprovenienz Rheinzabern (Tabernae).

## Archäologische Präsentation

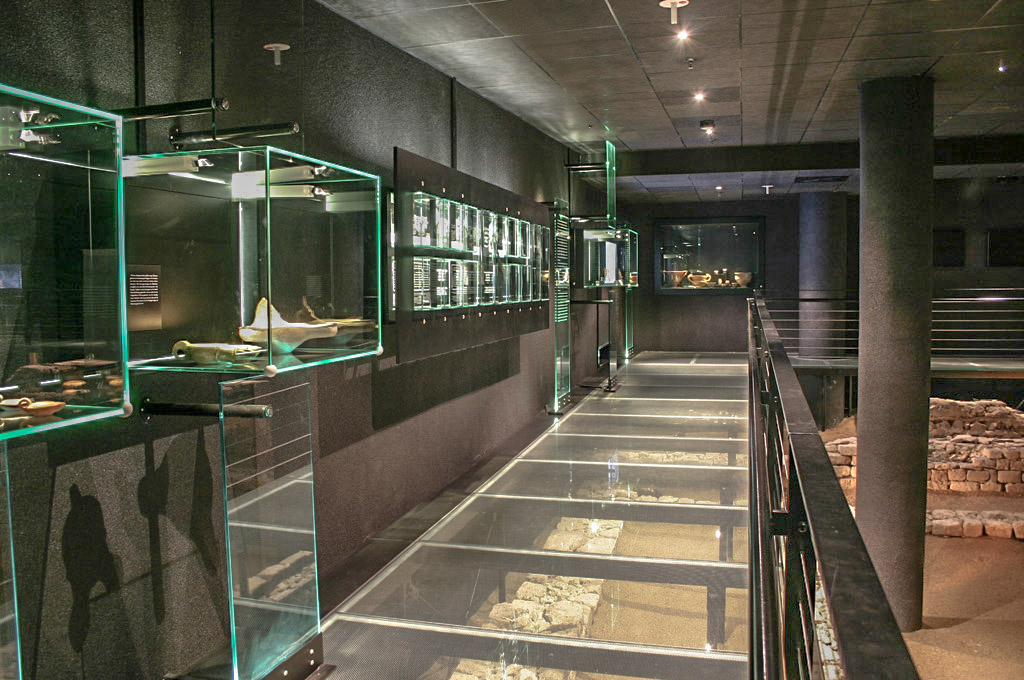
Fundpräsentation mit Glassteg über dem Heiligtum

Im Zuge der Rettung der baulichen Überreste wurde das Heiligtum im Bauzustand des 2. Jahrhunderts geborgen und konserviert. Eingebaut wurde das Heiligtum im Kellergeschoss der Römerpassage in fünf Metern Tiefe (entspricht der Fundtiefe) und exakter ehemaliger Ausrichtung zur römischen Straße. Zusammen mit der Geschäftsstelle der Initiative Römisches Mainz e. V. im Erdgeschoss werden die Räumlichkeiten, die im August 2003 eröffnet wurden, auch als Taberna archaeologica bezeichnet. Die Präsentation des Heiligtums mit den wichtigsten Funden der Ausgrabung wurde mit Hilfe moderner Methoden der Museumspädagogik und multimedialer Technik aufwändig umgesetzt. Besucher können die im Raum zentral eingebauten Überreste des Heiligtums von allen Seiten über einen Glassteg begehen und einsehen. Mittels Diaprojektion werden verschiedene Abbildungen der Isis und Mater Magna inmitten der Mauerreste projiziert. Neben den Schauvitrinen vermitteln multimediale Komponenten anschaulich einzelne thematische Aspekte. Eine Filmproduktion zeigt eine nachgespielte Ritualszene mit einem Isis-Priester und einer Römerin, die heimlich einen Mitbürger verfluchen lässt. Dabei werden im Original ausgestellte Funde als Repliken in die Spielszenen eingebunden. In regelmäßigen Abständen wird eine Hörsequenz abgespielt, in der Claudius Secundus (gesprochen vom Mainzer Kabarettisten und Musiker Lars Reichow), ein Bürger des römischen Mainz, über den Isiskult und die Saturnalien im römischen Mainz im Jahr 69 n. Chr. berichtet. Eine Diaserie und mehrere Computerterminals mit weiteren interaktiven Informationen und archäologischen Spielen für Kinder vervollständigen das Multimediakonzept. Zehn in die Wand eingebaute und mit einer anhebbaren Klappe verschlossene Schaukästen zeigen Originalfunde zum Kultgeschehen und erläutern Zusammenhänge. Informationstafeln, u. a. ein Plan des römischen Mainz nach derzeitigem Erkenntnisstand, sind ebenfalls Bestandteil der kleinen Museumsausstellung.

## Beschreibung ausgewählter Einzelfunde

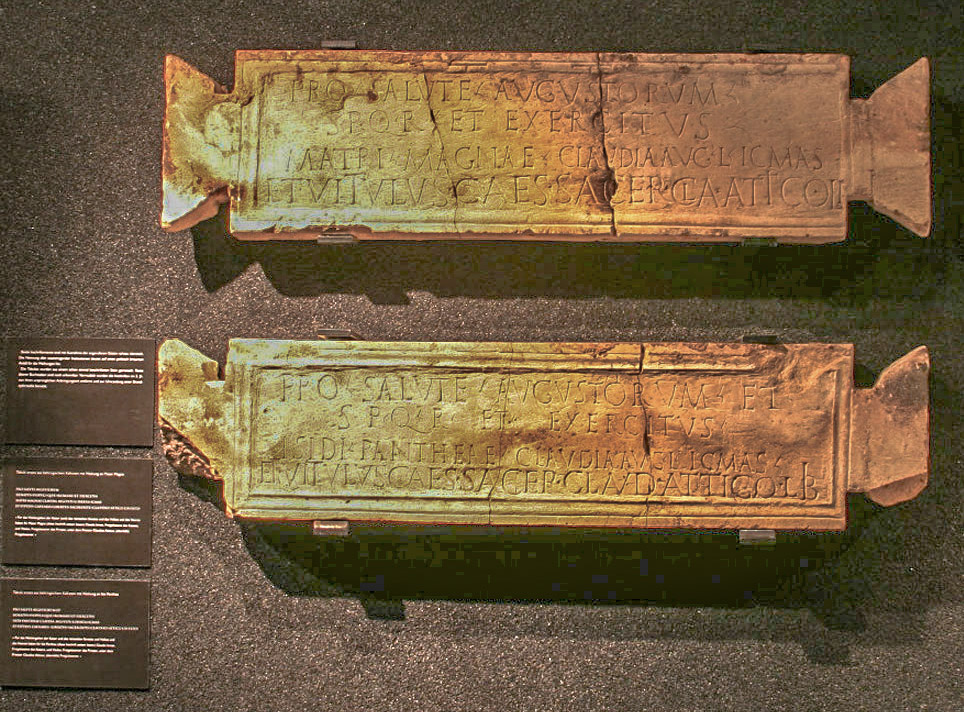
Tabulae ansatae der Claudia Icmas und des Vitulus

### Weiheinschriften
Bei den Ausgrabungen fanden sich neben Altären auch mehrere Weihesteine bzw. Teile von diesen. Sie ermöglichten einerseits die eindeutige Feststellung, welchen Gottheiten das Heiligtum gewidmet war. Andererseits konnten mit Hilfe der Inschriften auch der Bezug zu Vespasian und damit die Erstdatierung des Heiligtums gesichert werden.
Im Folgenden die drei wichtigsten Weiheinschriften:
- Fragment einer Tabula ansata (Tafel mit zwei Handgriffen) aus Sandstein, die an einer Mauer befestigt war. In der Inschrift wird Vespasian genannt, der vom 1. Juli 69 bis 23. Juni 79 römischer Kaiser war:[10]

| Originaltext | Übersetzung |
| --- | --- |
| [--- Primi]genius --- [--- Imp(eratoris) Ve]spasiani Aug(usti) [--- procur]atoris[11] a[r]carius [--- Matri] deum ex im[p]erio [eius ---] posuit | „(Vorname) Primigenius (Rasur) … des Imperators Vespasianus Augustus … des Prokurators Kassenverwalter … hat auf ihr Geheiß für die (große) Göttermutter (das Bauwerk mit Inschrift) errichten lassen.“ |
- Vollständig erhaltene Tabulae ansatae mit fast identischen Weiheinschriften für Mater Magna und Isis Panthea:[12]

| Originaltext | Übersetzung |
| --- | --- |
| Pro salute Augustorum s(enatus) p(opuli)q(ue) R(omani) et exercitus Matri Magnae Claudia Aug(usti) l(iberta) Icmas et Vitulus Caes(aris) sacer(dote) Cla(udio) Attico (l)ib(erto)    | „Für das Wohlergehen der Kaiser (und) des römischen Senates und Volkes und des Heeres haben für Mater Magna (diesen Stein setzen lassen) Claudia Icmas, Freigelassene des Kaisers, und Vitulus, kaiserlicher Sklave, unter dem Priester Claudius Atticus, (ebenfalls) Freigelassener.“ |
| Pro salute Augustorum et s(enatus) p(opuli)q(ue) R(omani) et exercitus Isidi Pantheae Claudia Aug(usti) l(iberta) Icmas et Vitulus Caes(aris) sacer(dote) Claud(io) Attico lib(erto) | „Für das Wohlergehen der Kaiser und des römischen Senates und Volkes und des Heeres haben für Isis Panthea (diesen Stein setzen lassen) Claudia Icmas, Freigelassene des Kaisers, und Vitulus, kaiserlicher Sklave, unter dem Priester Claudius Atticus, (ebenfalls) Freigelassener.“  |
Die zuständige Archäologin Marion Witteyer schließt aus der ausdrücklichen Nennung aller staatstragenden Institutionen (Kaiser, Senat, Volk und Heer) in den letzten beiden Inschriften auf einen politisch brisanten Anlass für die Stiftung. Möglicherweise war die Wiederherstellung der öffentlichen Ordnung nach einer Krisensituation, ausgelöst unter Beteiligung der Mainzer Legionen, die Ursache für diese Weihung und die Stiftung des Heiligtums. Diese Schlussfolgerung wird unterstützt durch die bereits erwähnte Häufung von Ziegeln mit Militärstempel, die damals als so genanntes Fiskalgut galten. Sie deuten darauf hin, dass die Baumaßnahmen entweder öffentlichen Charakter hatten oder zumindest aber staatlich mit der Stellung von Baumaterial gefördert wurden.

### Fluchtäfelchen

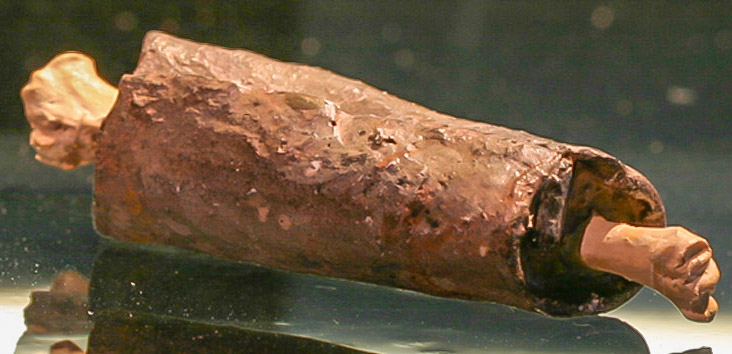
Fluchtäfelchen im Fundzustand (Breite: ca. 3 cm)

Zu den unmittelbar im Zusammenhang mit dem Heiligtum stehenden Funden gehören 34 Fluchtafeln, die in Opfergruben gefunden wurden. Weltweit sind knapp 600 ähnliche Täfelchen bekannt, der Mainzer Fund verdoppelte die Anzahl der bisher in Deutschland gefundenen Fluchtäfelchen. Die entzifferten Täfelchen aus Mainz enthalten durchweg Verwünschungszauber. Fast ausnahmslos werden Menschen wegen Unterschlagung von Wertgegenständen oder Geld verwünscht, in einem Fall aber auch eine Nebenbuhlerin in einer Liebesangelegenheit. Die Durchführung solcher magischer Praktiken wie die Niederschrift von Verfluchungen durch Priester des Heiligtums fand nicht in der Öffentlichkeit statt, sondern aufgrund des Verbotes durch römische Rechtsprechung nur im Verborgenen. Wie die Zahl der gefundenen Fluchtäfelchen und weitere in diesen Kontext einzuordnende Funde zeigen, gehörte die „Verfluchung auf Wunsch“ gegen entsprechende Honorierung offensichtlich trotzdem zumindest zeitweise zum Alltagsgeschäft der Priester.
Die gerollten oder gefalteten Täfelchen sind in das Ende des 1. Jahrhunderts und in den Beginn des 2. Jahrhunderts zu datieren. Ihre Größe reicht von 3 × 5 cm bis 10 × 20 cm. Eine Tafel wurde um einen Hühnerknochen gewickelt aufgefunden, der als so genanntes „Sympathiemittel“ den Zauber noch verstärken sollte und bis zu diesem Fund ausschließlich in Ägypten nachweisbar war. Sie sind in lateinischer Sprache in der damals weit verbreiteten Majuskelschrift oder der Majuskelkursive beschrieben. Während lediglich zwei Täfelchen Verwünschungstexte in Vulgärlatein enthalten, sind zwölf Täfelchen in klassischem Latein und rhetorisch ausgeschmückt. Zwecks göttlichen Beistands wurden auch Mater Magna und der mit ihr gemeinsam verehrte Attis einzeln oder als Paar angerufen. Ein Teil der Fluchtäfelchen wurde mittlerweile übersetzt, wobei ältere Lesarten immer wieder durch neue, korrektere Lesarten ersetzt werden.
- Text eines Fluchtäfelchens:[15]

| Originaltext | Übersetzung |
| --- | --- |
| Prima Aemilia Nar- cissi agat quidquid co- nabitur quidquid aget omnia illi inver- sum sit sic illa nuncquam quicquam florescat amentita surgat a- mentita suas res agat quidquid surget om- nia interversum sur- gat Prima Narcissi aga(t) como(do) haec carta nuncquam florescet | „Was immer Prima Aemilia, Geliebte des Narcissus, ver- suchen wird, was immer sie tun wird, verkehrt sein soll ihr alles. So soll sie nimmer irgendetwas erblühen lassen, um den Verstand gebracht, soll sie lügnerisch ihre Dinge verrichten. Was ihr widerfährt, das soll ihr al- les verkehrt ausgehen. Der Prima des Narcissus soll es so ergehen, indem diese Tafel niemals erblühen wird.“ |

### „Zauberpuppen“

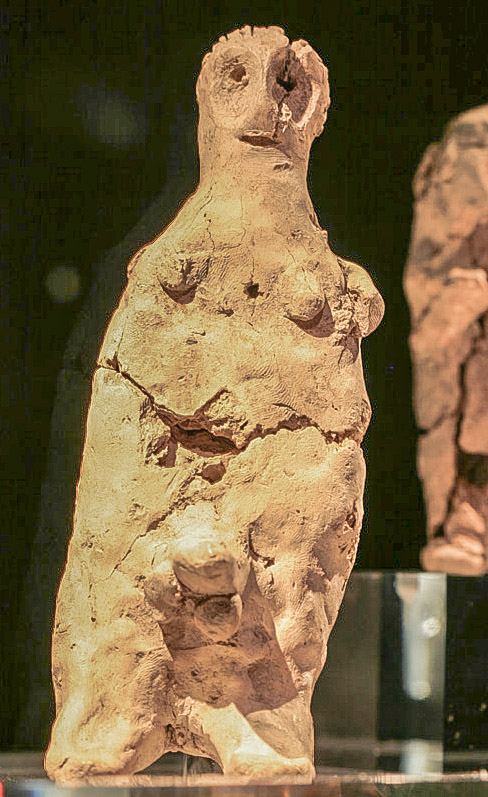
Eine der gefundenen „Zauberpuppen“

Der Fund zweier Tonfiguren, so genannter Zauberpuppen, gewährt weitere Einblicke in die magisch-kultische Welt des Heiligtums. Es handelt sich um zwei grob modellierte Männerfiguren, die frei Hand geformt wurden. Sie waren in einem Graben bzw. einem Brunnen im Bereich des Heiligtums deponiert. Beide Figuren weisen über den gesamten Körper mehrere Einstichlöcher auf, so zum Beispiel im Bereich des Herzens. Dieses rituelle Einstechen sollte dazu dienen, einen bestimmten Zauber gegen die gewünschte Person heraufzubeschwören, meist einen Liebeszauber. Eine der Figuren wurde zusätzlich zerbrochen, die beiden Hälften gegeneinander verdreht hingelegt. Dies sollte den Wunsch des Verfluchenden darstellen, dass die Person solange desorientiert sei, bis der Zauber Wirkung zeigt. Bei der größeren Tonfigur (siehe Abbildung rechts) wurde auch ein Bleitäfelchen gefunden, welche die Person für die Göttin eindeutig identifizieren sollte: Es trägt den romanisierten keltischen Namen Trutmo Florus Clitmonis filius („Trutmo Florus, Sohn des Clitmo“).

### Bronzefigur „Männlicher Zwerg“

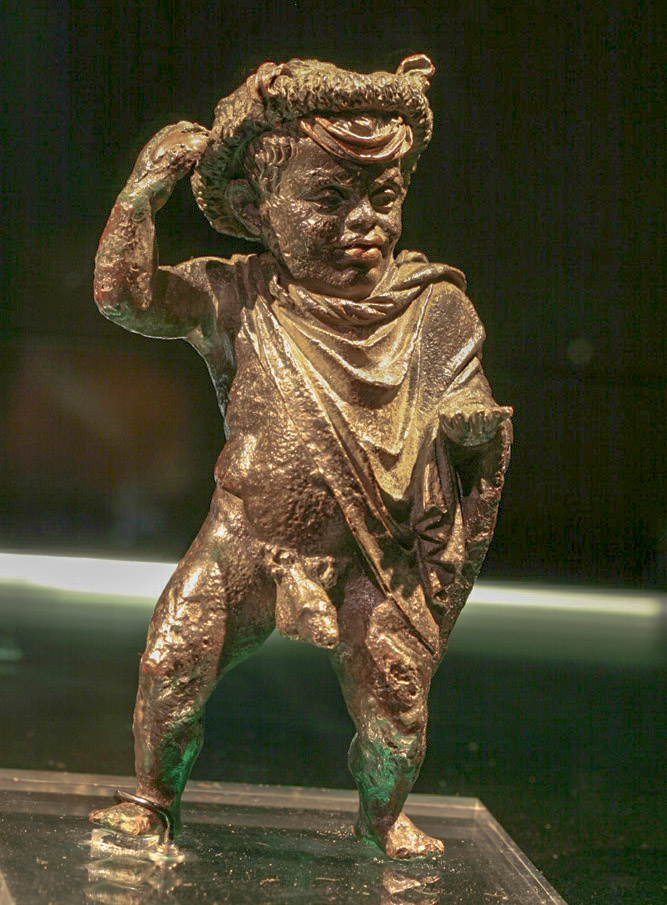
Bronzefigur Zwerg, 1. Jahrhundert v. Chr.

Einer der kostbarsten Fundgegenstände ist die kleine Bronzefigur eines männlichen Zwerges. Entstanden wahrscheinlich schon im 1. Jahrhundert v. Chr., war sie zum Zeitpunkt ihrer Einbringung im Heiligtum bereits eine Antiquität. Die Figur ist von hoher künstlerischer Qualität und im Bronzevollguss hergestellt. Fuß- und Fingernägel sind aus Silber.
Die Figur zeigt einen mit Umhang und Haarbinde spärlich bekleideten Zwerg, der in leichter Rückenlage steht. Die ausgestreckte linke Hand hielt wahrscheinlich einen unbekannten Gegenstand, die rechte Hand führt zum lockenhaarigen Kopf. Möglicherweise stellt die Figur einen trunkenen Teilnehmer einer Kultfeier dar.

### Hallstattzeitliches Frauengrab
Im Rahmen der Ausgrabungen im Bereich des Heiligtums stießen die Archäologen unerwartet auf ein hallstattzeitliches Grabhügelfeld. Alle Grabstätten waren von Gräben umgeben und mit einem Erdhügel bedeckt. Mehrere der gefundenen Gräber wurden aufgedeckt. Diese waren aber durch die der Bestattung nachfolgende Bautätigkeit gestört. Eine Ausnahme war ein Kammergrab, das zwar von Grabplünderern zu einem späteren Zeitpunkt geöffnet wurde, aber relativ ergiebig war. Das Grab konnte nach den Erkenntnissen späterer Untersuchungen als hallstattzeitliches Frauengrab einer sozial höher gestellten Persönlichkeit angesprochen werden. Gefunden wurden Gegenstände der persönlichen Ausstattung der Toten wie zum Beispiel Schmuck, ein Geschirrservice und Reste des Totenbrettes. Das nicht im anatomischen Verband gefundene Skelett war zwar fast vollständig erhalten, Teile davon allerdings stark fragmentiert. Das Fundmaterial des Frauengrabes ließ damit sowohl dendroarchäologische wie auch anthropologische Untersuchungen zu.
Dendroarchäologische Untersuchungen

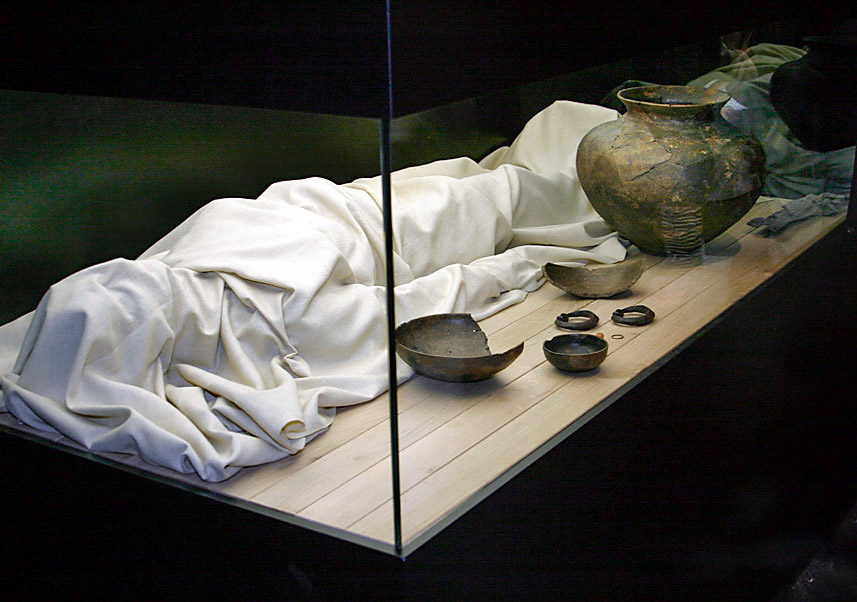
Hallstattzeitliches Frauengrab, 7. Jahrhundert v. Chr.

Im sterilen Rheinsand des Bodens der Begräbnisstätte hat sich das 2,20 × 0,9 m große Totenbrett gut erhalten. Untersuchungen des Labors für Dendroarchäologie in Trier erlaubten für das verwendete Holz und somit das Begräbnis eine dendrochronologische Datierung von 680 bis 650 v. Chr. Die Funddatierung in diesen Zeitraum gilt als singulär in Rheinland-Pfalz und der Befund ist der bislang älteste Holzfund aus archäologischen Grabungen in Rheinland-Pfalz.
Anthropologische Untersuchungen
Die anthropologische Untersuchung der aufgefundenen Skelettreste ergab, dass es sich bei der bestatteten Person um eine Frau handelte, die zwischen 35 und 45 Jahre alt wurde. Die Person war zu Lebzeiten wenig muskulös und eher grazil, entsprach aber mit einer ermittelten Körpergröße von 159 cm dem damaligen Durchschnitt für Frauen. Anhand der Skelettreste konnte die Todesursache nicht festgestellt werden. An pathologischen Veränderungen waren lediglich Abnutzungserscheinungen im rechten Kniegelenk (Arthrose) festzustellen sowie starker Zahnsteinbelag an den Zähnen, insbesondere an den Backenzähnen.
Anhand des zwar fragmentierten, aber insgesamt vollständig erhaltenen Schädels soll nach gerichtsmedizinischen Methoden eine Rekonstruktion des Gesichtes vorgenommen werden.

### Sonstige Funde

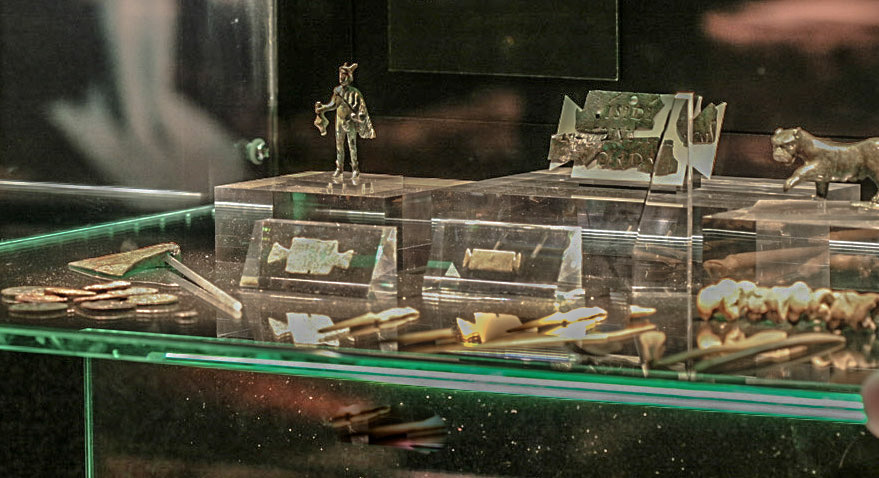
Präsentation von gefundenen Opfergaben

Zusätzlich zu den genannten größeren Funden gibt es eine Vielzahl weiterer Kleinfunde. Weitere Steinfunde sind beispielsweise verschieden große Weihealtäre und -reliefs mit Inschriften oder Skulpturenfragmenten. Die zahlreichen Stuck-, Putz- und Ziegelfragmente versprechen weitere Hinweise auf bautechnische Details des ausgegrabenen Objektes. Die im Kultalltag üblichen Weihegaben liegen in größerer Anzahl vor: Bildnisse anderer Götter, insbesondere Mercurius und Venus, aus Bronze oder Ton, ferner in Masse produzierte Tonmodelle besonders beliebter Sujets wie Liebespaare oder Tierfiguren (als Ersatz für „echte“ Tieropfer) sowie Geldmünzen aus Münzopfern oder beinerne Nadeln und bronzene Miniaturäxte. Männliche Tonfiguren in altertümlicher Rüstung sowie entsprechend gekennzeichnete Weiheinschriften stammten von den Pausarii, dem militärisch in Kultvereinen organisierten Personal des Heiligtums.
Der Bestand der im Sakralbezirk gefundenen Öllämpchen ist mit rund 300 Exemplaren außergewöhnlich hoch. Alle Lampen weisen am Brennloch Rußspuren auf und waren daher in Nutzung. Die meisten Lampen wurden auf Brandopferstellen liegend vorgefunden. Hier wurden sie nach Beendigung des Opfervorgangs niedergelegt. Großformatige Öllampen gehörten zur Ausstattung des Heiligtums und wurden zur Beleuchtung der Räume verwendet.
Archäologisch bedeutend ist die große Anzahl von Opfergaben, die in Brandopfer- oder Entsorgungsgruben gefunden wurden: Tierknochen von Hennen und Vögeln, verkohlte Reste von Backwaren, Kerne von Stein- und Kernobst, Nüsse, Getreide, Datteln und Feigen, Reste von Pinienzapfen, Hühnereier usw. Es gibt außerdem Funde von Kultgeschirr wie Räucherkelche oder Spendegefäße sowie Profangeschirr, wahrscheinlich für Kultmahlzeiten.

## Archäologische Erkenntnisse
Die zusammenfassende Auswertung der archäologischen Befunde, ihrer Zusammenhänge und ihrer wissenschaftlichen Interpretation dauert nach wie vor an. Eine Präsentation erster Forschungsergebnisse ist angekündigt, bisher aber noch nicht erschienen. Die mit der Auswertung befassten Archäologen haben allerdings schon einen Teil der Arbeiten durchführen können und eine Reihe von Aussagen zu dem Fund gemacht.
So war der Wissenschaft bislang nicht bekannt, dass der Isiskult bereits so früh in die Nordprovinzen des römischen Imperiums vorgedrungen war. Die eindeutig ermittelbare Zeitstellung des Heiligtums in das letzte Drittel des ersten Jahrhunderts n. Chr., also in die Zeit Kaiser Vespasians, führte dazu, dass die bisherige Lehrmeinung revidiert werden musste. Auch wurde mit dem Mainzer Heiligtum erstmals außerhalb Italiens ein den beiden orientalischen Gottheiten gemeinsam geweihtes Heiligtum gefunden. In Mogontiacum war der Isiskult bis dahin nicht bzw. nur durch Kleinfunde, der Kult der Mater Magna erst ab dem Ende des 2. Jahrhunderts n. Chr. bezeugt. Auch die Anrufung des der Mater Magna zuzuordnenden Attis ist erstmals in den Mainzer Fluchtäfelchen belegt.
Bei den Ausgrabungen wurde insgesamt eine Vielzahl von Befunden gemacht. Dabei nimmt das Frauengrab des Gräberfeldes der Hallstattzeit eine Sonderstellung ein und wird getrennt vom Heiligtum betrachtet. Dem Mainzer Grab wird ein auch überregional besonderer Platz in der eisenzeitlichen Forschung im Kontext der Dendrochronologie zugesprochen.
Im Zusammenhang mit dem Heiligtum wurden Weiheinschriften gefunden, deren Stiftungstext und daraus hervorgehende Datierungen Aufschlüsse über regional bedeutende politische Ereignisse zulassen. Weitere herausragende epigrafische Zeugnisse sind die gefundenen bleiernen Fluchtäfelchen, die zusammen mit den aufgefundenen Zauberpuppen einen Einblick in die nach römischem Recht verbotene und illegal praktizierte magisch-rituelle Kultwelt der einfachen Provinzialrömer geben. Über Durchführung und Organisation des offiziell ausgeübten Kultes für Isis und Mater Magna geben vorgefundene Brandaltäre, Kleinfunde von Weihegaben und Opferdepots detailliert Auskunft. So wurden beispielsweise neben den üblichen Opfergaben wie Terrakotten oder Kleinbronzen bei den Brandopfern untypischerweise viele Knochen von erwachsenen Hähnen und Singvögeln gefunden, die im Heiligtum anscheinend als bevorzugte Opfertiere galten. Typischerweise wurden orientalischen Gottheiten eher Hennen geopfert, die Opferung von Singvögeln war bis dahin unbekannt.
Insgesamt wurde mit dem gefundenen Isis- und Mater Magna-Heiligtum in Mainz ein weiteres wichtiges Detail der römischen Stadtgeschichte entdeckt. Nach wie vor stehen gesicherte Erkenntnisse beispielsweise über den Standort des Sitzes des Provinzstatthalters, des Forums, des Amphitheaters und vor allem des sakralen Bezirkes mit den Tempelanlagen für den Reichsgott Jupiter oder auch Juno von Mogontiacum aus.